# Crançot
Crançot korábbi község (település) Franciaországban, Jura megyében. 2016. január 1-jén Granges-sur-Baume és Mirebel községgel egyesült és Hauteroche új község része lett.
Lakosainak száma 596 fő (2018. január 1.). Crançot Baume-les-Messieurs és Vevy községekkel határos.

## Népesség
A település népességének változása:
| Lakosok száma | 362  | 376  | 355  | 485  | 489  | 493  | 605  | 963  | 592  | 596  |
|               | 1962 | 1968 | 1975 | 1990 | 1999 | 2008 | 2013 | 2016 | 2017 | 2018 |